# Paris femte arrondissement

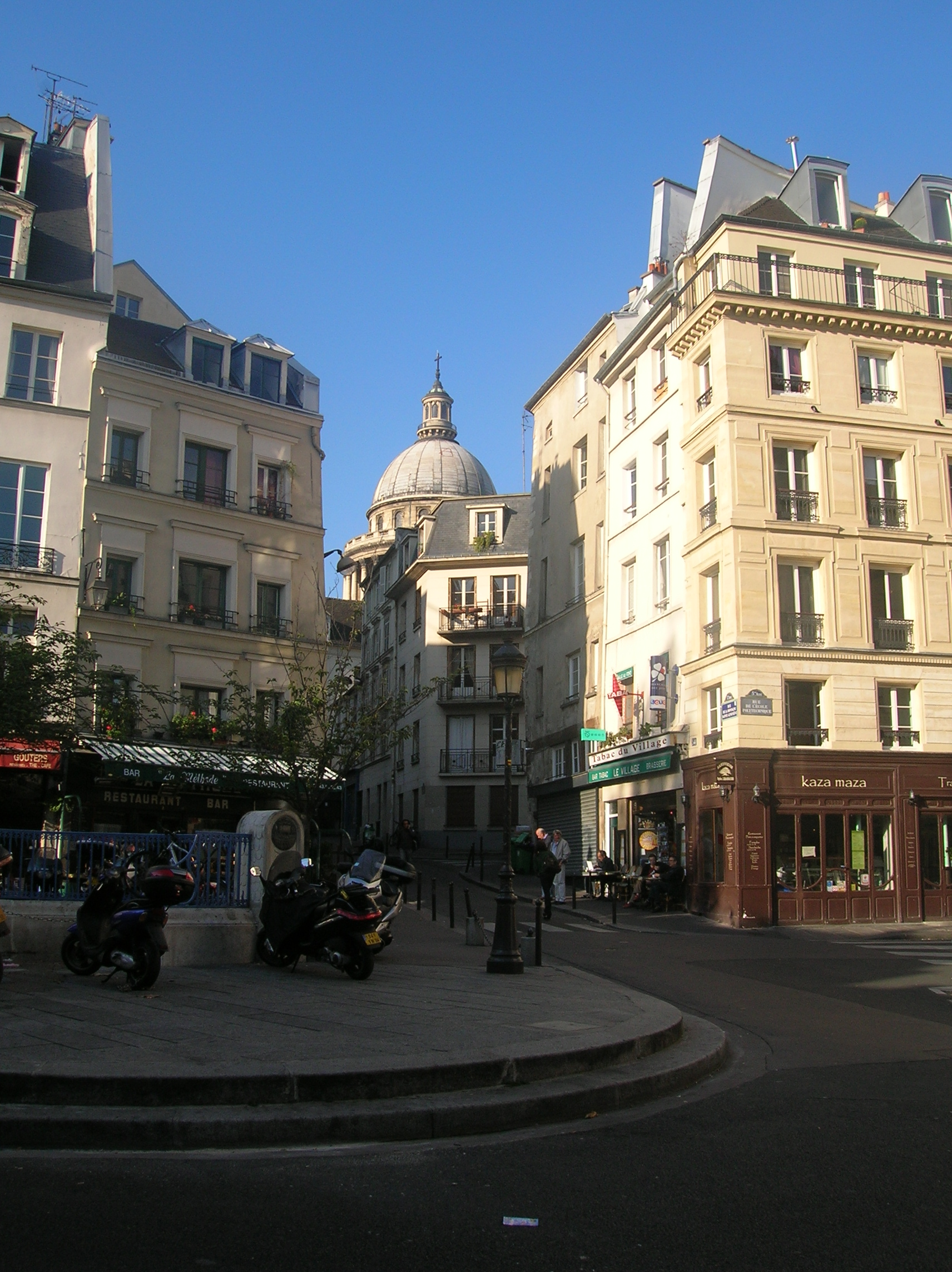
Rue de l'École-Polytechnique. I bakgrunden Panthéon.

Paris femte arrondissement är ett av de 20 arrondissement som tillsammans bildar staden Paris. Arrondissementet bär också namnet Panthéon.
Femte arrondissementet består av fyra distrikt: Saint-Victor, Jardin-des-Plantes, Val-de-Grâce och Sorbonne.
Arrondissementet ligger på floden Seines vänstra sida. Här ligger bland annat Quartier Latin, känt för sina många skolor, bland annat universitetet Sorbonne. Här ligger även nationalmonumentet Panthéon och museet Musée de Cluny.
Från romersk tid finns amfiteatern Arènes de Lutèce och det romerska badet Thermes de Cluny.

## Karta

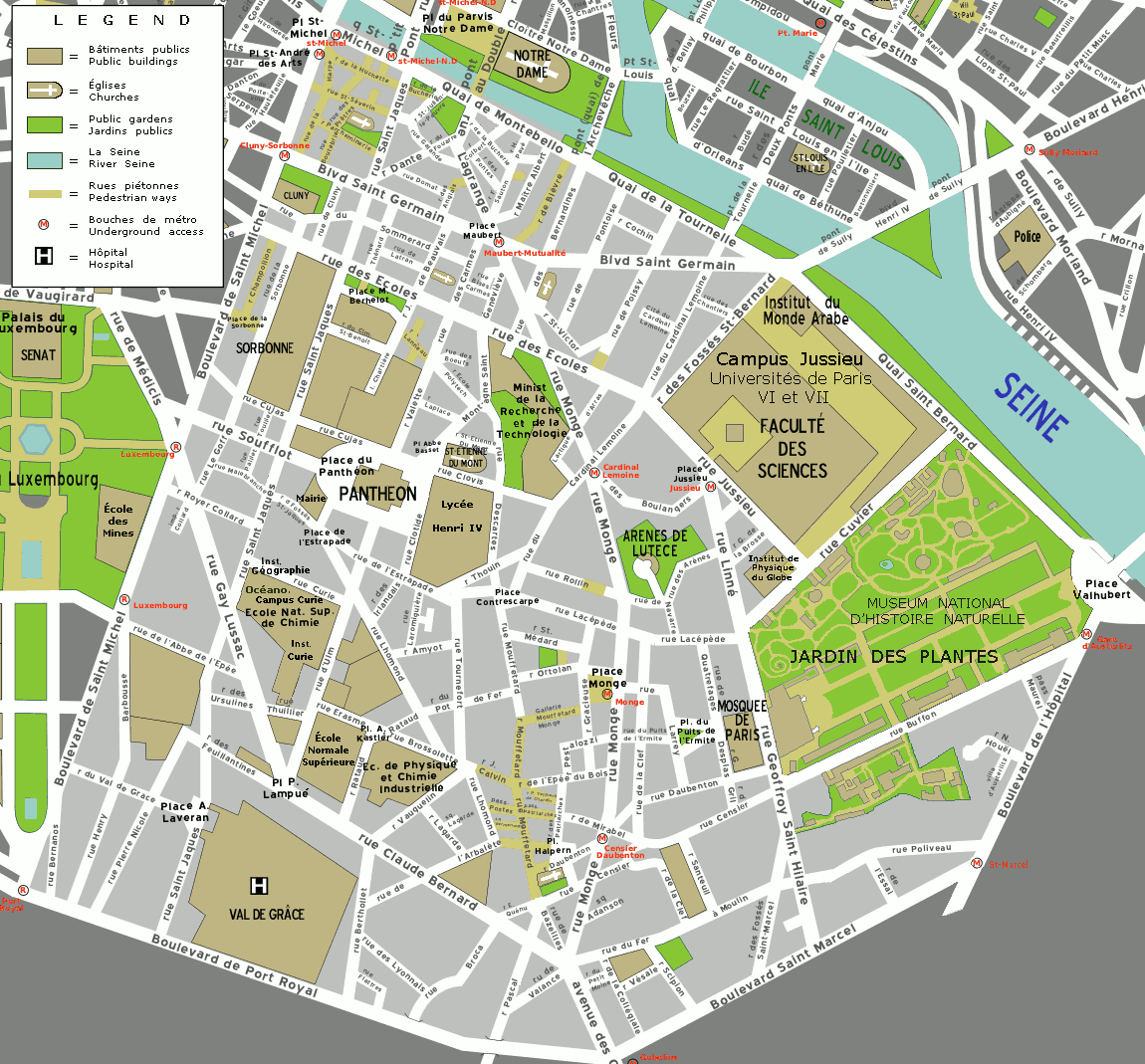
Femte arrondissementet. Boulevard S:t Michel utgör gräns i väster.